# Приказивање података
Приказивање или визуелизација података (често скраћено као data viz) је интердисциплинарно поље које се бави графичким приказом. То је нарочито ефикасан начин комуникације када су подаци бројни, на пример у случају временских серија. Са академске тачке гледишта, овај приказ се може сматрати мапирањем између изворних података (обично нумеричких) и графичких елемената (на пример, линије или тачке на графикону). Мапирање одређује како атрибути ових елемената варирају у односу на податке. У овом светлу, стубичасти графикон је мапирање дужине стуба у односу на величину променљиве. Будући да графички дизајн мапирања може негативно да утиче на читљивост графикона, мапирање је главна компетенција визуелизације података. Приказивање података има своје корене у пољу статистике и стога се генерално сматра граном дескриптивне статистике. Међутим, будући да су за ефикасну визуелизацију потребне и вештине дизајнирања и статистичке и рачунарске вештине, неки аутори тврде да је то и уметност и наука.

## Преглед
За јасну и ефикасну комуникацију информација, приказивање података користи статистичке графике, графиконе, информационе графике и друге алате. Нумерички подаци могу се кодирати уз помоћ тачака, линија или стубића да би се визуелно пренела квантитативна порука. Ефективно приказивање помаже корисницима да анализирају и расуђују о подацима и доказима. То чини сложене податке приступачнијим, разумљивијим и употребљивијим. Корисници могу имати одређене аналитичке задатке, као што је упоређивање или разумевање узрочности, а принцип дизајна графике (тј. приказивање поређења или приказивање узрочности) прати задатак. Табеле се обично користе тамо где ће корисници тражити одређено мерење, док се дијаграми различитих типова користе за приказ образаца или односа у подацима за једну или више променљивих.
Приказивање података односи се на технике коришћене за комуницирање података или информација кодирањем у визуелне објекте (нпр. тачке, линије или стубиће) садржане у графиконима. Циљ је да се информације јасно и ефикасно комуницирају корисницима. То је један од корака у анализи података или науци о подацима. Према Виталију Фридману (2008), „главни циљ визуелизације података је да се информације јасно и ефикасно комуницирају графичким средствима. Не значи да приказивање података треба да изгледа досадно да би била функционална или изузетно софистицирано да би била лепа. Да би се идеје ефективно пренеле, и естетска форма и функционалност морају ићи руку под руку, пружајући увид у друге оскудне и сложене скупове података, преносећи њихове кључне аспекте на интуитивнији начин. Ипак, дизајнери често не успевају да постигну равнотежу између форме и функције, стварајући прелепе визуелизације података које не служе својој главној сврси - преношењу информација “.
Заправо, Фернанда Виегас и Мартин М. Ватенберг сугерисали су да идеално приказивање не би смело само јасно да комуницира, већ да подстиче ангажовање и пажњу гледалаца.
Приказивање података је уско повезано са информационом графиком, визуелизацијом информација, научном визуелизацијом, анализом истраживачких података и статистичким графиконима. У новом миленијуму, приказивање података постало је активно подручје истраживања, подучавања и развоја. Према Посту и сар. (2002), оно обједињује научну визуелизацију и визуелизацију информација.
У комерцијалном окружењу, визуеаизација података се често назива контролном таблом. Инфографици су још један врло чест облик визуелизације података.

## Основе

### Карактеристике ефективних графичких приказа
Професор Едвард Туфте објаснио је да корисници информативних приказа извршавају одређене аналитичке задатке као што је поређење. Принцип дизајна информативне графике треба да подржи аналитички задатак. Као што су Вилијам Кливленд и Роберт Макгил приказали, различити графички елементи ово могу постићи мање или више ефикасно. На пример, тачкасти графикони и стубасти графикони надмашују пита дијаграме. 
У својој књизи „Визуелни приказ квантитативних информација“ из 1983. године, Едвард Туфте дефинише „графичке приказе“ и принципе за ефикасно графичко приказивање у следећем пасусу: „Изврсност статистичке графике састоји се од сложених идеја саопштених са јасноћом, прецизношћу и ефикасношћу. Графички прикази треба да:
- прикажу податке
- подстакну гледаоца да размишља о суштини, а не о методологији, графичком дизајну, технологији графичке израде или нечему другом
- избегну искривљавање онога што подаци треба да саопште
- представе много бројева у малом простору
- учине велике скупове података кохереним
- охрабре око да упореди различите делове података
- открију податке на неколико нивоа детаља, од широког прегледа до фине структуре
- имају јасну сврху: опис, истраживање, табеларно приказивање или украшавање
- буду уско интегрисани са статистичким и вербалним описима скупа података.

Графикони откривају податке. Заправо, графикон може да буде прецизнији и да открије много више од уобичајених статистичких прорачуна.
На пример, Минардов дијаграм приказује губитке које је претрпела Наполеонова војска у периоду 1812.–1813. Уцртано је шест променљивих: величина војске, њен положај на дводимензионалној површини (x и y), време, смер кретања и температура. Ширина линије илуструје поређење (величина војске у одређеним временским тачкама), док оса температуре сугерише узрок промене величине војске. Овај мултиваријантни приказ на дводимензионалној површини говори причу која се може одмах схватити док истовремено идентификује изворне податке ради изградње кредибилитета. Туфте је 1983. године написао: „Можда је то најбољи статистички графикон икада направљена.“ 
Непримењивање ових принципа може довести до погрешних графикона који искривљују поруку или подржавају погрешан закључак. Према Туфтеу, графички шум односи се на сувишну унутрашњу декорацију графикона која не побољшава поруку, или на неоправдане тродимензионалне или перспективне ефекте. Беспотребно одвајање експланаторног кључа од саме слике, захтевајући да се око креће напред-назад од слике до кључа, облик је „административног отпада“. Однос између података и мастила треба максимизирати, бришући мастило које не садржи податке где је то могуће.
Конгресна канцеларија за буџет је у презентацији из јуна 2014. године резимирала неколико најбољих пракси за графичке приказе. Ту су спадали:
а) Познавање публике;
б) Дизајн графикона који може бити самосталан ван контекста извештаја; и
ц) Дизајн графикона која саопштава кључне поруке у извештају. 

## Квантитативне поруке
Аутор Стивен Фју је описао осам врста квантитативних порука које корисници могу да покушају да схвате или искомуницирају из скупа података и са њим повезаних графикона који се користе да помогну да се порука пренесе:
1. Временске серије: Једна променљива се бележи током одређеног временског периода, као што је стопа незапослености током периода од десет година. Линијски графикон се може користити за приказивање тренда.
2. Рангирање: Категоријалне поделе рангиране су у растућем или опадајућем редоследу, као што је оцењивање продајног учинка (мера) од стране продајних лица (категорија, где је свако продајно лице одељак категорије) током једног периода. Стубичасти графикон може се користити за приказ поређења између продајних лица.
3. Део-целина: Категоријалне поделе се мере као однос према целини (тј. проценат од 100%). Пита графикон или стубичасти графикон могу приказати поређење размера, као што је удео који представљају конкуренти на тржишту.
4. Одступање: Категоријалне поделе се упоређују у односу на рефренцу, као што је поређење стварних и буџетских трошкова за неколико одељења предузећа у датом временском периоду. Стубичасти графикон може приказати поређење стварног и референтног износа.
5. Дистрибуција фреквенције: Приказује број запажања одређене променљиве за дати интервал, као што је број година у којима је принос на тржишту у интервалима као што су 0-10% , 11-20%, итд. Хистограм, врста стубичастог графикона, може се користити за ову анализу. Кутијасти дијаграм помаже у визуелизацији кључне статистике о дистрибуцији, као што су медијана, квартили, аберантни случајеви, итд.
6. Корелација: Поређење између опсервација представљених двема променљивим (X,Y) да би се утврдило да ли имају тенденцију да се крећу у истом или супротном смеру. На пример, уцртавање незапослености (X) и инфлације (Y) за узорак од неколико месеци. Скатер дијаграм се обично користи за ову поруку.
7. Номинално поређење: Поређење категоријалних подела без одређеног редоследа, као што је количина продаје у односу на код производа. За ово поређење може се користити стубичасти графикон.
8. Географско или геопросторно: Поређење променљиве на мапи или плану, као што је стопа незапослености по држави или број особа на различитим спратовима зграде. Уобичајено се користи картограм. [4][13]

Аналитичари који прегледају скуп података могу размотрити да ли су неке или све поруке и горе наведени типови графикона применљиви на њихов задатак и публику. Процес покушаја и грешака ради идентификовања значајних односа и порука у подацима део је експлоративне анализе података.
Визуелна перцепција и приказивање података
Човек може лако да увиди разлике у дужини линије, облику, оријентацији, растојању и боји (нијанси) без значајног напора у обради; оне се називају „пре-атентивни атрибути“. На пример, можда ће бити потребно значајно време и напор („атентивна обрада“) да би се идентификовао број пута када се цифра „5“ појављује у низу бројева; али ако се та цифра разликује по величини, оријентацији или боји, примери цифре могу се брзо уочити пре-атентивном обрадом.
Ефективни графикони користи предност пре-атентивне обраде и атрибута и релативне снаге ових атрибута. На пример, с обзиром на то да људи могу лакше да обраде разлике у дужини линије него у површини, можда ће бити ефикасније користити стубичасти графикон (који користи предност дужине линије за приказ поређења), а не пита дијаграме (које за приказ поређења користе површину).

### Људска перцепција/когниција и приказивање података
Готово све визуелизације података створене су за људску употребу. Знање о људској перцепцији и когницији је неопходно приликом дизајнирања интуитивних приказивање.Когниција се односи на процесе у људима као што су перцепција, пажња, учење, памћење, мишљење, формирање концепата, читање и решавање проблема. Људска визуелна обрада је ефикасна у откривању промена и упоређивању количина, величина, облика и варијација са лакоћом. Када се својства симболичних података мапирају у визуелна својства, људи могу ефикасно да претражују велике количине података. Процењује се да 2/3 неурона у мозгу може бити укључено у визуелну обраду. Правилна приказивање пружа другачији приступ за приказивање потенцијалних веза, односа итд., који можда нису тако очигледни у невизуелизованим квантитативним подацима. Приказивање може постати средство за експлорацију података.
Студије су показале да појединци користе у просеку 19% мање когнитивних ресурса и 4.5% су способнији да се присете детаља приликом поређења визуализованих података са текстом.

## Историја
Не постоји свеобухватна „историја“ визуелизације података. Не постоје извештаји који обухватају целокупан развој визуелног размишљања и визуелног представљања података, и који обједињују доприносе различитих дисциплина. Мајкл Френдли и Даниел Ј. Денис са Универзитета Јорк учествовали су у пројекту који покушава да пружи свеобухватну историју визуелизације. Супротно општем веровању, приказивање података није модеран изум. Од праисторије, подаци о звездама или информације попут локације звезда визуализовали су се на зидовима пећина (попут оних пронађених у пећини Ласку (фр. Lascaux) у јужном делу Француске) још од периода Плеистоцена. Физички артефакти као што су жетони мезопотамске глине (5500. п. н. е.), Кипуи из периода Инка (2600. п. н. е.) и графикони од штапова са Маршалских острва (н.д.) такође се могу сматрати визуелизацијом квантитативних информација.
Прво документовано приказивање података може се видети још 1160. п. н. е. у виду Торинске карте на папирусу која тачно илуструје дистрибуцију геолошких ресурса и пружа информације о вађењу тих ресурса. Такве мапе могу бити категоризоване као тематска картографија, што је врста визуелизације података која представља и саопштава одређене податке и информације путем географске илустрације дизајниране да прикаже одређену тему повезану са одређеним географским подручјем. Најранији документовани облици визуелизације података биле су разне тематске мапе из различитих култура, и идеограми и хијероглифи који су пружали и омогућавали тумачење илустрованих информација. На пример, плоче са Линеарним писмом Б из Микене пружале су визуелизацију информација у вези са трговинама из доба касног бронзаног доба на Медитерану. Идеју координата користили су древни египатски геодети при постављању градова, положаји на земљи и на небу лоцирани су нечим сличним географској ширини и дужини најмање до 200. године п. н. е., а пројекција мапе сферичне Земље у географску ширину и дужину Клаудија Птоломеја [ц.85– ц. 165] у Александрији ће служити као референтни стандард до 14. века.
Изум папира и пергамента омогућио је даљи развој приказивање кроз историју. На слици је приказан графикон из 10. или можда 11. века који треба да представља илустрацију кретања планета, а користи се у додацима уџбеника у манастирским школама. Графикон је очигледно требало да представља дијаграм инклинација орбите планета у функцији времена. У ту сврху, зона зодијака била је представљена на равни са водоравном линијом подељеном на тридесет делова које представљају време или уздужну осу. Вертикална оса означава ширину зодијака. Изгледа да је хоризонтална скала изабрана за сваку планету појединачно за периоде који се не могу поклопити. Пропратни текст односи се само на амплитуде. Изгледа да криве нису временски повезане.
До 16. века, технике и инструменти за прецизно посматрање и мерење физичких величина, као и географских и небеских положај били су добро развијени (на пример, „зидни квадрант“ који је изградио Тихо Брахе [1546–1601], покривајући читав зид у својој опсерваторији). Најважнији су били развој триангулације и других метода за тачно одређивање локација на мапи. Веома рано, мера времена навела је научнике да развију иновативан начин визуелизације података (нпр. Лоренц Кодоман 1596., Јоханес Темпорариус 1596 [24]).
Француски филозоф и математичар Рене Декарт и Пјер де Ферма развили су аналитичку геометрију и дводимензионални координатни систем који су у великој мери утицали на практичне методе приказивања и израчунавања вредности. Рад Фермаа и Блеза Паскала на статистици и теорији вероватноће поставио је темеље за оно што данас концептуализујемо као податке. Према Фондацији Interaction Design, ови догађаји су омогућили и помогли Вилијаму Плејферу, који је видео потенцијал за саопштавање квантитативних података путем графике, да генерише и развије графичке методе статистике.
У другој половини 20. века, Жак Бертен употребио је квантитативне графиконе да би представио информације „интуитивно, јасно, тачно и ефикасно“.
Џон Таки и Едвард Туфте померили су границе визуелизације података; Таки са својим новим статистичким приступом експлоративној анализи података и Туфте са књигом „Визуелни приказ квантитативних информација“ отворили су пут ка усавршавању техника визуелизације података не само за статистичаре. Са напретком технологије дошло је и до унапређења визуелизације података; почевши од ручно нацртаних приказивање, а затим еволуирајући у све више техничке апликације - укључујући и интерактивне дизајне који воде до визуелизације путем софтвера.
Програми попут SAS, SOFA, R, Minitab, Cornerstone и други омогућавају визуелизацију података у пољу статистике. Друге апликације за визуелизацију података, више специфичне и јединствене за појединце, као и програмски језици као што су D3, Python и JavaScript, омогућавају визуелизацију квантитативних података. Приватне школе су такође развиле програме како би задовољиле потребе за визуелизацијом података о учењу и са њима повезаним програмским библиотекама, укључујући бесплатне програме попут The Data Incubator или плаћене програме попут General Assembly.
Почевши од симпозијума „Од података до открића“ 2013. године (енг. "Data to Discovery", Факултет ликовних уметности, Калифорнијски технолошки универзитет и Лабораторија за млазни погон у Пасадени, Калифорнија, покренули су годишњи програм интерактивне визуелизације података. Програм поставља питања: Како интерактивна приказивање података може помоћи научницима и инжењерима да ефикасније истраже своје податке? Како рачунарство, дизајн и размишљање о дизајну могу помоћи у максимизирању резултата истраживања? Које су методологије најефикасније за искоришћавање знања из ових области? Кодирањем релационих информација са одговарајућим визуелним и интерактивним карактеристикама како би се помогло у испитивању и на крају стицању новог увида у податке, програм развија нове интердисциплинарне приступе сложеним научним проблемима, комбинујући дизајнерско размишљање и најновије методе из рачунарства, дизајна усмереног на корисника, интрактивног дизајна и 3D графике.

## Терминологија
Приказивање података укључује специфичну терминологију, од којих је нека изведена из статистике. На пример, аутор Стивен Фју дефинише две врсте података који се користе у комбинацији како би подржали смислену анализу и визуелизацију:
- Категоријални: Представљају групе објеката са одређеним карактеристикама. Категоријалне променљиве могу бити номиналне или ординалне. Номиналне променљиве, на пример пол, немају поредак између редова, те су стога номиналне. Ординалне променљиве су категорије са редоследом, на пример за узорак који бележи старосну групу у коју неко спада.[27]
- Квантитативни: Представљају мере, као што су висина особе или температура околине. Квантитативне променљиве могу бити континуиране или дискретне. Континуиране променљиве представљају идеју да се мерења увек могу извршити са већом прецизношћу. Док дискретне променљиве имају само коначан број могућности, као што је бројање неких исхода или старост измерена током година.[27]

Разлика између квантитативних и категоријалних променљивих је важна јер ове две врсте захтевају различите методе визуелизације.
Две основе врсте приказивања информација су табеле и графикони. 
- Табела садржи квантитативне податке организоване у редове и колоне са категоричким ознакама. Првенствено се користи за претрагу одређених вредности. У горњем примеру, табела може имати категоријалне ознаке колона које представљају име (квалитативна променљива) и старост (квантитатинва променљива), при чему сваки ред података представљају једну особу (узоркована експерименталн јединица или категоријални одељак).
- Графикон се првенствено користи да прикаже везу између података и приказује вредности кодиране као визуелни објекат (нпр. линије, стубићи или тачке). Нумеричке вредности се приказују унутар подручја које је означено са једном или више оса. Ове осе пружају скале (квантитативне и категоријалне) које се користе за означавање и додељивање вредности визуелним објектима. Многи графикони се такође називају и дијаграмима.[28]

Еплер и Ленглер су развили „Периодни систем метода визуелизације“, интерактивну табелу која приказује различите методе визуелизације података. Обухвата шест врста метода визуелизације података: податке, информације, концепт, стратегију, метафору и целину. 

## Технике
| Назив                       | Визуелне димензије                                                                                                 | Опис-пример употребе |
| --------------------------- | --- | --- |
| Стубичасти графикон         | · Дужина/количина · Категорија · Боја                                                                              | · Представља категоријалне податке са правоугаоним стубићима са висинама или дужинама пропорционалним вредностима које представља. Стубићи се могу поставити вертикално или хоризонтално. · Стубичасти графикони приказују поређење међу дискретним категоријама. Једна оса графикона приказује специфичне категорије које се упоређују, а друга оса представља измерену вредност. Неки стубичасти графикони представљају стубиће скупљене у више од једне групе, приказујући вредности више од једне измерене променљиве. Ове скупљене групе могу се разликовати уз помоћ боје. · На пример; поређење вредности, као што је продајни учинак за више особа или предузећа у једном временском периоду. |
| Хистограм                   | · Ограничење опсега групе · Количина/дужина · Боја                                                                 | · Приближна презентација дистрибуције нумеричких података. Поделите цео распон вредности у низ интервала и затим пребројте колико вредности пада у сваки интервал, ово се назива груписањем. Групе су обично одређене као узастопни, непреклопљени интервали променљиве. Групе (интервали) морају бити суседне и често су (али није неопходно да буду) једнаке величине. · На пример, одређивање учесталости годишњих процентуалних повраћаја на берзи у одређеним распонима (групе) као што су 0-10%, 11-20% итд. Висина стубића представља број посматрања (година) са повраћајем % у опсегу који је представљен одговарајућом групом. |
| Скатер дијаграм             | · X позиција · Y позиција · Симбол/ознака · Боја · Величина                                                        | · Користи картезијанске координате да прикаже вредности обично две променљиве или скупа података. · Тачке се могу кодирати бојом, обликом и/или величином како би се приказале додатне променљиве. · Свака тачка на дијаграму има повезани x и y израз који одређује њено место на картезијанској равни. · Скатер дијаграми се обично користе за приказивање корелација између променљивих (x и y). |
| Скатер дијаграм (3D)        | · Позиција x · Позиција y · Позиција z · Боја · Симбол · Величина                                                  | · Слично као у дводимензионалном скатер дијаграму изнад, и код тродимензионалног скатер дијаграма визуализује се веза између типично 3 променљиве из скупа података. · Поново се тачка може кодирати путем боје, облика и/или величине да би се приказале додатне променљиве. |
| Мрежа                       | · Величина чворова · Боја чворова · Густина веза · Боја веза · Спацијализација                                     | · Проналажење кластера у мрежи (нпр. груписање пријатеља на Фејсбуку у различите кластере). · Откривање спона (информациони посредници) између кластера у мрежи. · Утврђивање најутицајнијих чворова у мрежи (нпр. компанија жели да циља малу групу људи на Твитеру за маркетинг кампању). · Проналажење аутлајера који се не уклапају у периферију мреже. |
| Пита дијаграм               | · Боја | · Представља једну категоријалну променљиву која је подељена на одсеке да би се илустровала нумеричка размера. У пита дијаграму, дужина лука сваког одсека (а тиме и његов централни угао и површина) пропорционална је количини коју представља. · На пример, на дијаграму на левој страни је приказана пропорција људи широм света којима је енглески матерњи језик. |
| Линијски дијаграм           | · X позиција · Y позиција · Симбол/ознака · Боја · Величина                                                        | · Представља информације као низ тачака података које се називају 'маркери' и које су повезане сегментима праве линије. · Слично као скатер дијаграм, осим што су тачке мерења поређане по редоследу (обично по њиховој вредности на x оси) и повезане су сегментима правих линија. · Често се користи за визуелизацију тренда у подацима током временских интервала – временска серија – стога се линија често црта хронолошки. |
| Streamgraph                 | · Ширина · Боја · Време (ток)                                                                                      | · Тип сложеног подручног графикона који се помера око централне осе, резултујући у облику који тече. · За разлику од традиционалних сложених подручних графикона, у којима су слојеви наслагани на врху осе, слојеви дијаграма тока постављени су тако да умањују своје ,,вијугање. · Дијаграми тока приказују само позитивне вредности, и немају могућност приказивања и негативних и позитивних вредности. · На пример, на слици се види визуелни приказ музике коју је слушалац послушао током почетка 2012. године. |
| Treemap                     | · Величина · Боја                                                                                                  | · Представља начин приказивања хијерархијских података коришћењем угнежђених фигура, обично правоугаоника · На пример, простор на диску по локацији/типу документа |
| Гантов дијаграм             | · Боја · Време (ток)                                                                                               | · Врста стубичастог графикона која илуструје распоред пројекта · Модерни Гантови дијаграми такође показују и однос зависности између активности и тренутног статуса распореда · На пример, користи се у планирању пројеката |
| Топлотна карта              | · Боја · Категоријална променљива                                                                                  | · Представља опсег феномена путем боја у две димензије. · Постоје две категорије топлотних карти: o кластеризована топлотна карта: где су опсези постављени у ћелије фиксне величине чији су редови и колоне категоријални подаци. На пример, графикон на левој страни. o просторна топлотна карта: где нема матрице са ћелијама фиксне величине. На пример, топлотна карта која показује густину становништва приказану на географској карти. |
| Приказивање климе           | · X позиција · Боја                                                                                                | · Користи низ обојених пруга хронолошки поређаних како би визуелно приказала дугорочне трендове у температури. · Приказује једну променљиву - прототипски прекомерну температуру током времена како би се приказало глобално загревање. · Намерно минималистичка - без техничких индиција - да би на интуитиван начин комуницирала са лаицима · Може се „сложити“ да би приказала мноштво серија (пример) |
| Анимирани спирални графикон | · Удаљеност од пречника (зависна променљива) · Ротирајући угао (окретање кроз месеце) · Боја (године које пролазе) | · Приказује једну променљиву - прототипски прекомерну температуру током времена како би се приказало глобално загревање · Зависна променљива се прогресивно поставља дуж непрекидне „спирале“ која је утврђена као функција (а) угла који се непрестано окреће (дванаест месеци по обртају) и (б) еволуирајуће боје (промене боја током година које пролазе) |
| Кутијасти дијаграм          | · x оса · y оса | · Метода за графички приказ група нумеричких података кроз њихове квартиле. · Кутије могу такође имати линију која се протеже од кутија (бркови), што указује на варијабилност изван горњих и доњих квартила. · Аутлајери могу бити исцртани као појединачне тачке. · Две кутије постављене једна на другу представљају средишњих 50% података, са линијом која раздваја две кутије и идентификује средњу вредност података, а горња и доња ивица кутија представљају тачке 75. и 25. перцентила, респективно. · Кутијасти дијаграми су непараметријски: приказују варијације у узорцима статистичке популације без доношења било каквих претпоставки о основној статистичкој дистрибуцији, па је корисно заборавити почетно разумевање скупа података. На пример, упоређује дистрибуцију година између групе људи (нпр. мушкараца и жена). |
| Дијаграм тока               | · Радни процес или ток                                                                                             | · Представља радни процес, ток, или корак-по-корак приступ решавању задатка. · Дијаграми тока приказују кораке као кутије различитих врста, као и њихов редослед повезивањем кутија са стрелицама. · На пример, указује на радње које је потребно извршити уколико лампа не ради, као што је приказано на слици. |
| Радар дијаграм              | · Атрибути · Вредност додељена атрибутима                                                                          | · Приказује мултиваријантне податке у облику дводимензионалног дијаграма од три или више квантитативних променљивих које су представљене на осама почевши од исте тачке. · Релативни положај и угао оса је обично неинформативан, али различити хеуристички алгоритми, као што су алгоритми који уцртавају податке као максимално укупно подручје, могу се применити за разврставање променљивих (оса) у релативне позиције које откривају дистинктивне корелације, размере, и мноштво других упоредних мера. · На пример, упоређивање атрибута/вештина (нпр. комуникацијских, аналитичких, ИТ вештина) научених путем различитих универзитетских смерова (нпр. математика, економија, психологија) |
| Венов дијаграм              | · Све могуће логичке везе између коначног збира различитих скупова                                                 | · Приказује све могуће логичке односе између коначног збира различитих скупова. · Ови дијаграми показују елементе као тачке у равни, а скупови су области у затвореним кривим линијама. · Венов дијаграм се састоји од већег броја затворених кривих линија, обично кругова, које се преклапају, од којих свака представља скуп. · Тачке унутар криве означене словом S представљају елементе скупа S, док тачке изван граница представљају елементе који нису у скупу S. Ово се прилагођава интуитивним приказивањема; на пример, скуп свих елемената који су чланови и скупа S и скупа T, означени као S ∩ T, а читају се као „пресек S и T “, визуелно је представљен површином преклапања регија S и T. У Веновим дијаграмима, криве се преклапају на сваки могући начин, показујући све могуће везе између скупова.                    |

## Интерактивност
Интерактивно приказивање података омогућава директне акције на графикону како би се променили елементи и веза између различитих цртежа.
Интерактивну визуелизацију података статистичари су проучавали од краја 1960-их. Примери развоја могу се наћи у видео библиотеци америчког статистичког удружења.

Уобичајене интеракције укључују:
Четкање: ради уз помоћ миша како би се контролисала четка за бојење, директно мењајући боју или цртеже елемената на графикону. Четка за бојење је понекад показивач, а понекад делује цртајући својеврсни оквир око тачака; оквир је понекад неправилног облика, попут ласа. Четкање се најчешће користи када је видљиво више графикона и постоји неки механизам који их повезује. Постоји неколико различитих концептуалних модела четкања и низ механизама заједничког повезивања. Четкање скатер дијаграма може бити привремена операција, у којој тачке на активном графикону задржавају своје нове карактеристике само док су затворене или означене четком, или може бити трајна операција, тако да тачке задрже свој нови изглед након што се четка одмакне. Прелазно четкање обично се бира за четкање ради повезивања, као што смо управо описали.
Сликање: Дуготрајно четкање је корисно када желимо да групишемо тачке у кластере, а затим наставимо да користимо друге операције, као што је преглед, за упоређивање група. Постало је уобичајено да се дуготрајна операција назива сликањем.
Идентификација: која би се такође могла назвати означавање или четкање ознака, је још једна манипулација графиконом која се може повезати. Приближавањем курсора близу тачке или ивице у скатер дијаграму или стубића на стубичастом графикону, појављује се ознака која идентификује елемент графикона. Веома је распрострањена у многим интерактивним графиконима, а понекад се назива и прелезак мишем.
Скалирање: пресликава податке на прозор, а промене у подручју функције мапирања помажу нам да научимо различите ствари из истог графика. Скалирање се обично користи када желимо да зумирамо у густу област скатер дијаграма, а може се користити и за промену аспекта односа графикона, како би се откриле различите карактеристике података.

Повезивање: повезује елементе одабране у једном графикону са елементима другог графикона. Најједноставнија врста повезивања, један на један, где оба графика показују различите пројекције истих података, а тачка на једном графику тачно одговара тачки на другом. Када користите графиконе подручја, четкање било ког дела површине има исти ефекат као и четкање целог, и еквивалентно је одабиру свих случајева у одговарајућој категорији. Чак и када неки елементи графикона представљају више од једног случаја, основно правило повезивања и даље повезује један случај у једном графикону са истим случајем у другим графиконима. Повезивање се може вршити и категоријалном променљивом, на пример ИД-ом субјекта, тако да су све вредности података које одговарају том субјекту истакнуте у свим видљивим графиконима.

## Друге перспективе
Постоје различити приступи опсегу визуелизације података. Заједнички фокус је на презентацији информација, као што је рекао Фридман (2008). Френдли (2008) претпоставља два главна дела визуелизације података: статистичка графика и тематска картографија. У овом светлу, чланак „Приказивање података: модерни приступи“ (2007) даје преглед седам предмета визуелизације података:
- Чланци и ресурси
- Приказивање веза
- Приказивање података.
- Приказивање вести
- Приказивање веб-сајтова
- мапе ума
- Алати и услуге

Сви ови предмети су уско повезани са графичким дизајном и представљањем информација. 
С друге стране, из перспективе науке о рачунару, Фритс Х. Пост је 2002. године категоризовао ово поље у под-поља: 
- Приказивање информација
- Технике интеракције и архитектуре
- Технике моделирања
- Методе са више решења
- Алгоритми и технике визуелизације
- Приказивање обима

У оквиру Harvard Business Review, Скот Беринато развио је оквир за приступ визуелизацији података. Да би корисници почели да размишљају визуелно, они морају да размотре два питања; 1) шта имате и 2) шта радите. Први корак је идентификовање података које желите да визуализујете. То је вођено подацима, као профит у протеклих десет година или концептуала идеја о томе како је структурисана одређена организација. Једном када се одговори на ово питање, можете се фокусирати на то да ли покушавате да саопштите информације (декларативна приказивање) или покушавате нешто д схватите (експлоративна приказивање). Скот Беринато комбинује ова питања дајући четири врсте визуелне комуникације која свака има своје циљеве. 
Ове четири врсте визуелне комуникације су следеће: 
- Илустрација идеје (концептуална и декларативна). [36]

Користи се за подучавање, објашњавање и/или једноставне концепте. На пример, дијаграми организације и стабла одлучивања. 
- Генерисање идеја (концептуално и експлоративно). [36]

Користи се за откривање, иновације и решавање проблема. На пример, табла после сесије браинсторминга.
- Визуелно откривање (вођено подацима и експлоративно).[36]

Користи се за уочавање трендова и добијање смисла у подацима. Ова врста визуелног облика је чешћа код великих и сложених података где је скуп података донекле непознат, а задатак је отвореног типа.
- Свакодневна приказивање података (вођена подацима и декларативна). [36]

Најчешћи и најједноставнији тип визуелизације који се користи за утврђивање и постављање контекста. На пример, линијски графикон БДП-а током времена.

## Архитектура представљања података
Архитектура представљања података (ДПА) је скуп вештина који покушава да идентификује, лоцира, манипулише, обликује и презентује податке на такав начин да оптимално саопштава значење и одговарајуће знање.
Историјски, израз архитектура представљања података приписује се Кели Лаут:  „Архитектура представљања података (ДПА) је ретко примењиван скуп вештина кључних за успех и вредност Пословне интелигенције. Архитектура презентације података удружује науку о бројевима, подацима и статистици откривајући драгоцене информације из података и чинећи их употребљивим, релевантним и применљивим у погледу визуелизације података, комуникације, организационе психологије и управљања променама како би се пружила решења за пословну интелигенцију са обимом података, временом испоруке, форматом и приказивањема које ће најефикасније подржати и усмерити оперативно, тактичко и стратешко понашање према разумљивим пословним (или организационим) циљевима. ДПА није ни скуп ИТ, нити пословних вештина, али постоји као посебно поље стручности. Често мешана са визуелизацијом података, архитектура представљања података је много шири скуп вештина који укључује одређивање које податке, по ком распореду, у ком формату треба представити, а не само најбољи начин представљања података који су већ изабрани. Вештине визуелизације података су један од елемената ДПА.